# (35049) 1981 EE46
(35049) 1981 EE46 es un asteroide perteneciente al cinturón de asteroides, descubierto el 2 de marzo de 1981 por Schelte John Bus desde el Observatorio de Siding Spring, Nueva Gales del Sur, Australia.

## Designación y nombre
Designado provisionalmente como 1981 EE46.

## Características orbitales
1981 EE46 está situado a una distancia media del Sol de 3,059 ua, pudiendo alejarse hasta 3,532 ua y acercarse hasta 2,586 ua. Su excentricidad es 0,154 y la inclinación orbital 4,779 grados. Emplea 1954,70 días en completar una órbita alrededor del Sol.

## Características físicas
La magnitud absoluta de 1981 EE46 es 14,5. Tiene 6,323 km de diámetro y su albedo se estima en 0,053. 